# ワーナー・ブラザース・スタジオ・リーブスデン

ワーナー・ブラザース・スタジオ・リーブスデンのロゴ

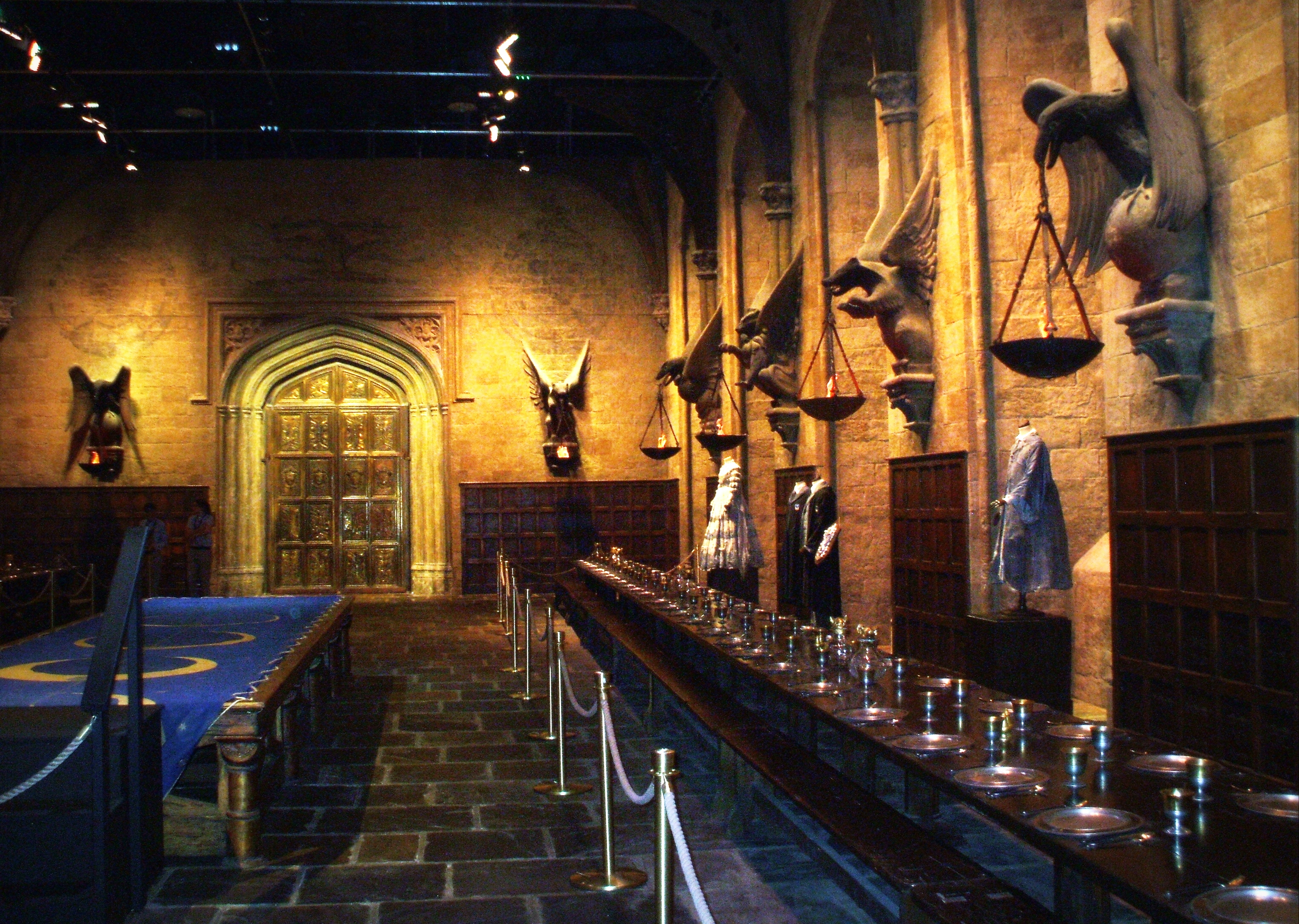
大ホールの映画のセット、ホグワーツ

ワーナー・ブラザース・スタジオ・リーブスデン（英: Warner Bros. Studios, Leavesden）は、イギリスにあるワーナー・ブラザースの映画撮影所。

## 概要
ロンドンから北西におよそ30キロメートル離れた場所にある。元イギリス空軍があった敷地を擁している。
『ハリー・ポッター』シリーズの撮影が行われた最大の映画撮影用スタジオである。見学ツアー（ワーナーブラザース スタジオツアーロンドン-メイキング・オブ・ハリー・ポッター）がある。

## 歴史

### リーブスデン飛行場
リーブスデン飛行場（Leavesden Aerodrome）は1940年に建設された飛行場で、航空機メーカーのデ・ハビランド・エアクラフトと空軍省が協力して運営していた。
1940年にはすでに第二次世界大戦が始まっており、近隣のハットフィールドに拠点を置くデ・ハビランド社は爆撃機モスキートの製造契約を空軍省と結んだ。しかし当時デ・ハビランド社が有していたハットフィールド飛行場では格納庫の広さが足りなかったため、軍需省は当時まだ開発がなされていなかったリーブズデンに飛行場を建設するよう要求し、実際に建設がなされた。建設費用は莫大なものとなったため、政府はロンドン航空機製造グループに飛行場をリースして費用を賄った。また当時同じくハートフォードシャーに拠点を置いていた別の航空機メーカーハンドレページも空軍省と契約し、この飛行場でハリファックスという別の重爆撃機を生産している。結果としてリーブスデン飛行場では戦争中にモスキート1,476機、ハリファックス710機が生産され、戦争終結当時世界最大の航空機工場となった。
戦争が終わるとデ・ハビランド社が飛行場を買い取り、その後1959年には買収先のホーカー・シドレーに所有権が移った。その後1977年にロールス・ロイスが買収し、ヘリコプター用エンジンの設計・製造に利用した。ロールス・ロイス時代にはイギリス軍が運用するアパッチ攻撃ヘリ用エンジンやNH90用エンジンの設計、開発、生産を全てこの工場で行っていた。また高速道路によるアクセスが容易なことからゼネラル・アビエーションにも利用されてきた。しかし1990年代に入るとイギリス製造業の衰退が顕著となり、ロールス・ロイスはリーブスデンから撤退、機能の一部はブリストルへと移された。その後新しい所有者が見つからなかったため、1994年までに飛行場は廃止、放棄された。

### リーブスデン・スタジオ

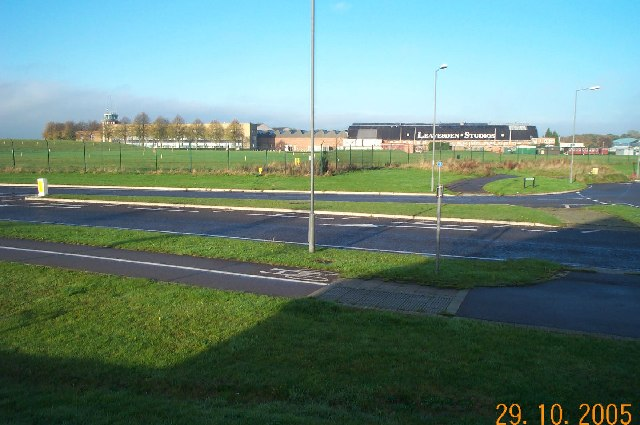
2005年当時のリーブスデン・スタジオ

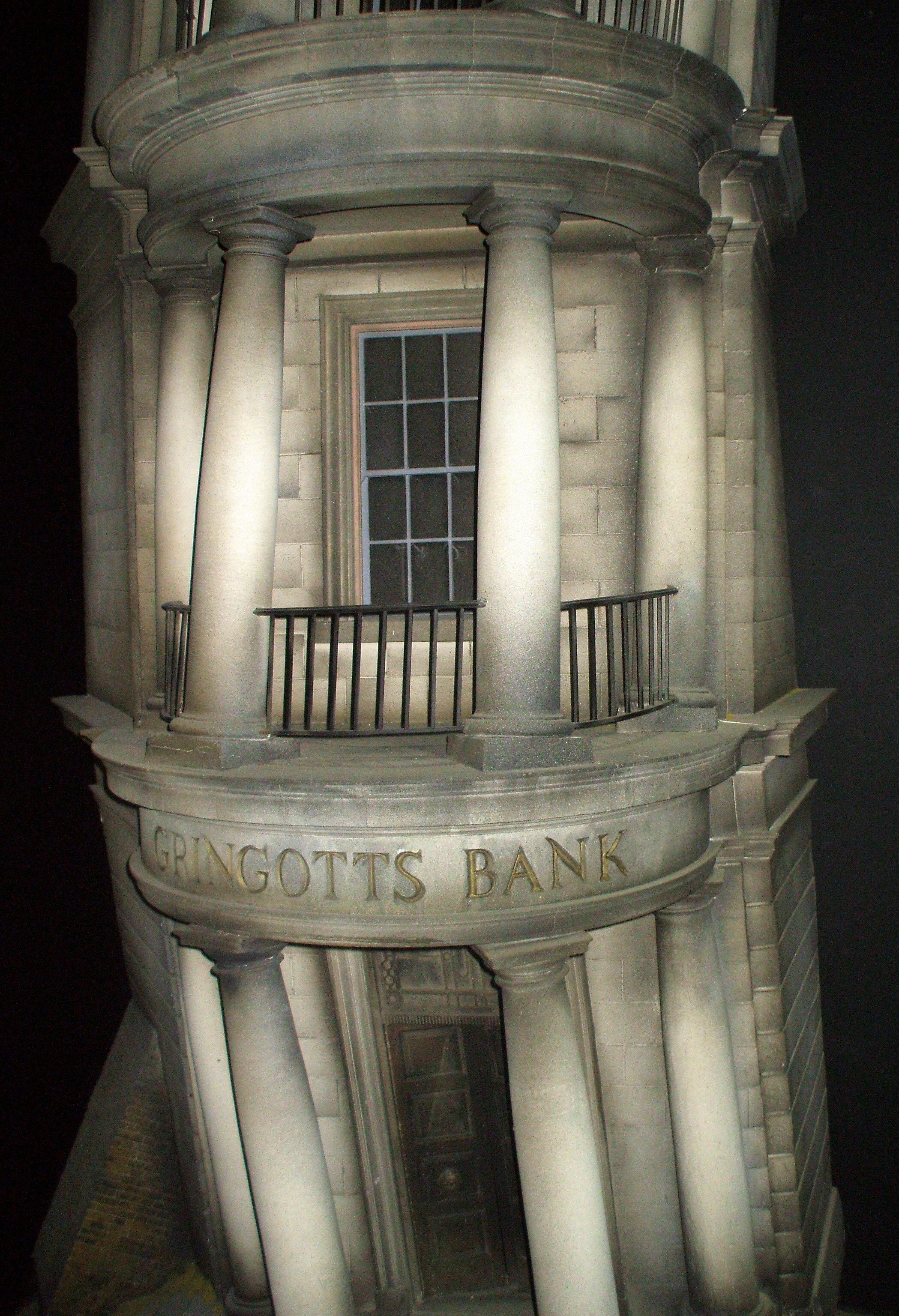
グリンゴッツ魔法銀行のセット

1994年、「ジェームズ・ボンド」シリーズを制作するイーオン・プロダクションズでは次回作『ゴールデンアイ』の制作が決まっていた。しかし彼らが通常使用しているパインウッド・スタジオは他作品の撮影予約で埋まっており、使用することができなかった。これはイーオン側とMGMと間で訴訟が発生し、制作の予定が遅延したことに起因する。短期間で数多くのセットを作り撮影を行う必要があったイーオンは候補地を探し、当時放置状態にあったリーブスデンに白羽の矢を立てた。リーブスデンには広く屋根の高い格納庫があり、映画スタジオに変更するのが比較的容易だったからである。イーオンは『ゴールデンアイ』の制作期間中のみ飛行場を貸し切り、内装を変更して臨時の映画スタジオとして使用した。このスタジオ作りの過程は2006年に発売されたスペシャルエディションに収録されている。
『ゴールデンアイ』公開後に撮影スタジオとして評価が高まったリーブスデン・スタジオは、その後『スター・ウォーズ エピソード1/ファントム・メナス』や『スリーピー・ホロウ』の撮影でも使用された。

### 『ハリー・ポッター』シリーズ
2000年、『ハリー・ポッター』シリーズ第1作『ハリー・ポッターと賢者の石』を制作するためヘイデイ・フィルムズがリーブスデン・スタジオの使用権を獲得した。その後リーブスデン・スタジオでは10年間にわたりシリーズ計8作が制作されることとなる。
この10年間はほとんどの間『ハリー・ポッター』シリーズのために占有されていたが、ヴィクトリア調のセットを一部流用して『スウィーニー・トッド フリート街の悪魔の理髪師』や『シャーロック・ホームズ』などの撮影も行われている。ただスタジオ自体は元々第二次大戦期に作られた格納庫ということもあり、音漏れや雨漏りなどの問題も抱えていた。
また『ハリー・ポッター』シリーズでは屋外にもセットが構築され、撮影に使用されている。例えば主人公ハリーが幼少期を過ごしたプライベット・ストリートは屋外セットで撮影されている。
シリーズ最終作『ハリー・ポッターと死の秘宝 Part2』撮影中の2010年3月21日にはセットから火災が発生した。ただ速やかに鎮火されたためセットの被害は少なく済んでいる。また同年には配給元のワーナー・ブラザースがスタジオを買収し、ヨーロッパの撮影拠点として使用していくことを発表した。

### ワーナー・ブラザース・スタジオ

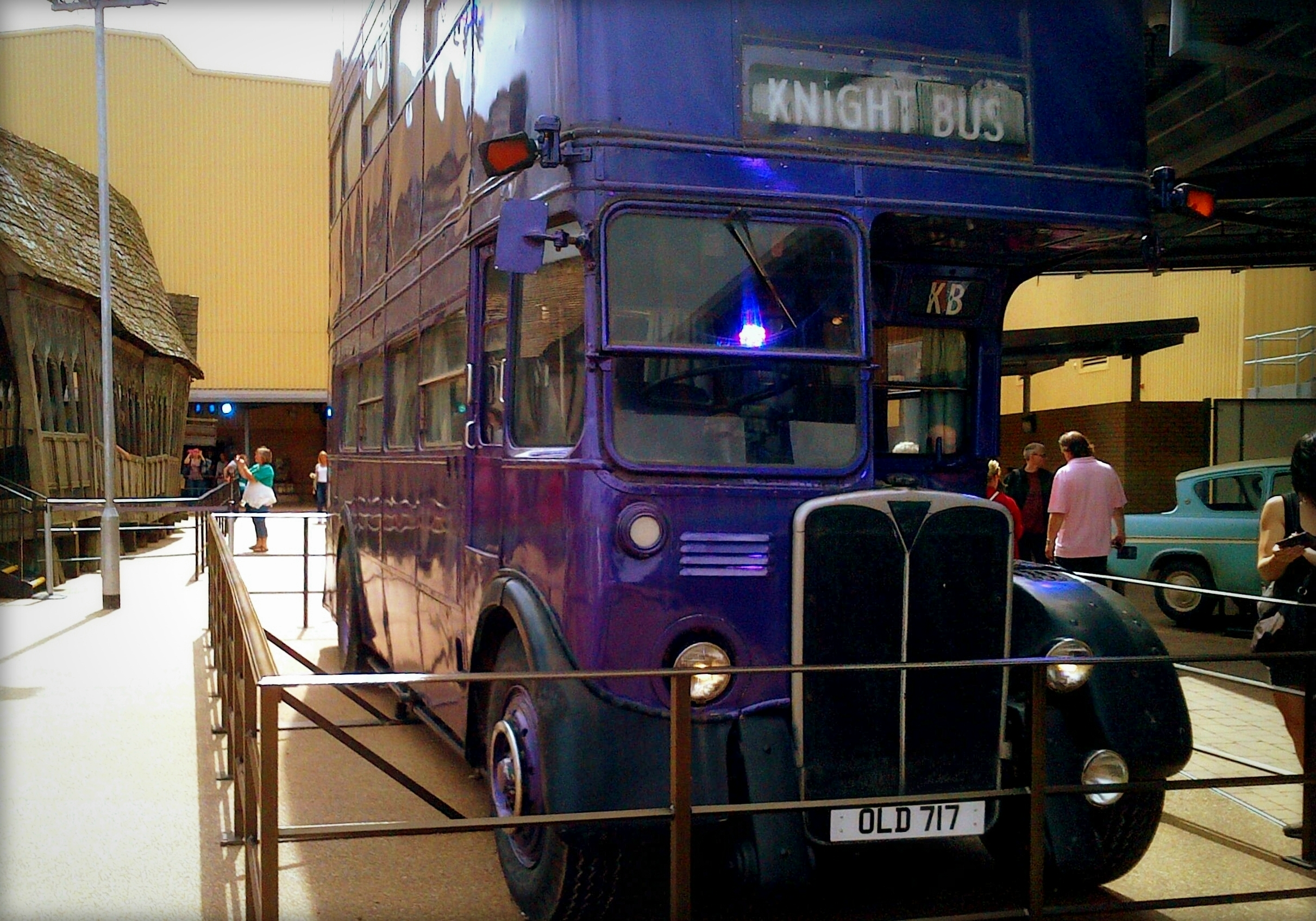
『ハリー・ポッター』シリーズで使用されたトリプルデッカーの「ナイト・バス」

2010年11月、ワーナー・ブラザースは正式にリーブスデン・スタジオを買収し、追加で1億ポンド以上の投資を行なって新たな「ワーナー・ブラザース・スタジオ・リーブスデン」として開発することを発表した。これによりワーナーはイギリスに常設スタジオを有するハリウッド唯一の映画制作会社となった。
買収後はステージA〜Hがサウンドステージに改装され、映画制作に必要な最新の機材が導入された。これらの改装は従来の建物を利用して行われ、飛行場時代の滑走路、管制塔も保存された。これらの全面改装には1年以上を要し、2012年から再びスタジオとしての利用が始まった。
全面改装の一環として『ハリー・ポッター』シリーズのセットや衣装を展示する施設「ワーナーブラザース スタジオツアーロンドン-メイキング・オブ・ハリー・ポッター」が2012年春に開設され、地元に追加で300名の雇用を生み出した。
改装後初めて撮影された映画は『オール・ユー・ニード・イズ・キル』である。このスタジオは前述の通りワーナーが保有しているが、他の制作会社に対しても貸出しを行なっている。
2014年1月末、ワーナーはステージ3つと面積およそ1万m²の事務スペースを追加で建設することを発表した。この発表は当時の首相デーヴィッド・キャメロンが主催し、ワーナーCEOのケビン辻原、イギリス担当役員ジョシュ・バーガーも参加したレセプションの後に行われている。新設ステージの面積は1つが3,250m²、もう2つがそれぞれ1,575m²であり、同年末に完成。映画『バービー』やテレビドラマ『ハウス・オブ・ザ・ドラゴン』の撮影などが行われた。
2023年9月、ワーナー・ブラザース・ディスカバリーは本スタジオをDCスタジオの主要拠点にすることを発表した。スタジオの総面積が50%以上拡大すると同時に新たに10のサウンドステージと40万平方フィートのプロダクションスペースが追加されるとしている。これにより、新たに4000人の雇用が生まれると同時に年間6億ポンド以上の経済効果が見込まれるとしている。

## 制作された映画
| - ゴールデンアイ（1995年） - モータルコンバット2（1997年） 1999年 - 理想の結婚 - オネーギンの恋文 - スリーピー・ホロウ - スター・ウォーズ エピソード1/ファントム・メナス | - ハリー・ポッターと賢者の石（2001年） - ハリー・ポッターと秘密の部屋（2002年） - ハリー・ポッターとアズカバンの囚人（2004年） - ハリー・ポッターと炎のゴブレット（2005年） - ハリー・ポッターと不死鳥の騎士団（2007年） - スウィーニー・トッド フリート街の悪魔の理髪師（2007年） - ダークナイト（2008年） - ハリー・ポッターと謎のプリンス（2009年） - シャーロック・ホームズ（2009年） |

### 2010年代
| 2010年 - ハリー・ポッターと死の秘宝 PART1 - インセプション 2011年 - ハリー・ポッターと死の秘宝 PART2 - シャーロック・ホームズ シャドウ ゲーム 2013年 - インビジブル・ウーマン 2014年 - オール・ユー・ニード・イズ・キル - エージェント:ライアン - パディントン - 300 〈スリーハンドレッド〉 〜帝国の進撃〜 2015年 - 白鯨との闘い - ジュピター - キングスマン | 2015年（続き） - コードネーム U.N.C.L.E. - ミッション:インポッシブル/ローグ・ネイション - PAN 〜ネバーランド、夢のはじまり〜 2016年 - ファンタスティック・ビーストと魔法使いの旅 - ジェイソン・ボーン - ターザン:REBORN 2017年 - エイリアン: コヴェナント - エジソンズ・ゲーム - ウィンストン・チャーチル/ヒトラーから世界を救った男 - ジャスティス・リーグ - キング・アーサー - キングスマン:ゴールデン・サークル - ザ・マミー/呪われた砂漠の王女 - パディントン2 - ワンダー・ウーマン | 2018年 - ボヘミアン・ラプソディ - ファンタスティック・ビーストと黒い魔法使いの誕生 - ハンターキラー 潜航せよ - ミッション:インポッシブル/フォールアウト - モーグリ: ジャングルの伝説 - オーヴァーロード - レディ・プレイヤー1 - トゥームレイダー ファースト・ミッション 2019年 - キャッツ - 名探偵ピカチュウ (映画) - ワイルド・スピード/スーパーコンボ - クエスト・オブ・キング 魔法使いと4人の騎士 - メン・イン・ブラック:インターナショナル - スパイダーマン:ファー・フロム・ホーム |